# Hockeyallsvenskan
Hockeyallsvenskan, tidigare allsvenskan, är en professionell ishockeyliga och den näst högsta divisionen i svensk ishockey för herrar. Serien består (2024) av 14 lag som spelar en serie i 52 omgångar, vilket innebär att lagen möts fyra gånger under en säsong – två gånger hemma och två gånger borta. Matcherna spelas med seriemetoden som innebär att alla matcher spelas till någon segrar. Ordinarie matchtid är 60 minuter uppdelat på tre perioder. Om lagen gjort lika många mål vid full tid blir matchen förlängd med en ny period om fem minuter där lagen spelar med tre utespelare var. Laget som först gör mål vinner matchen (sudden death). Är matchen fortfarande oavgjord efter övertidsperioden avgörs den med straffar. Seger vid full tid ger 3 poäng, seger efter förlängning ger 2 poäng, förlust efter övertid ger en poäng medan förlust vid full tid inte ger några poäng alls.
När serien är färdigspelad går lag 1–6 vidare till kvartsfinal, lag 7–10 vidare till Play in, lag 11–12 är färdigspelade för säsongen och lag 13–14 är kvalificerade för Play out. Slutspelet spelas som en cup där lagen möter varandra två och två i en matchserie där den som vinner flest matcher går vidare och det andra laget blir utslaget ur turneringen. Play in, eller åttondelsfinal, spelas i bäst av tre matcher där segrarna går vidare till kvartsfinal som spelas i bäst av sju matcher och där även de sex främsta lagen från grundserien deltar. Segrarna från kvartsfinalerna går vidare till semifinal som spelas i bäst av sju matcher. Även finalen spelas i bäst av sju matcher och segraren vinner Hockeyallsvenskan och får en plats i SHL nästa säsong. Matcherna spelas enligt Playoffmetoden där oavgjorda matcher förlängs med en ny period tills något lag gör mål. Matcherna avgörs alltså inte med straffar som kan ske under seriespelet. Det innebär att matcherna kan bli väldigt långa om lagen är jämna.
Play out spelas mellan lag 13 och 14 i bäst av fem matcher som spelas enligt Playoffmetoden (se ovan). Vinnande lag kvalificerar sig för Hockeyallsvenskan nästa säsong, förlorande lag flyttas ner till Hockeyettan.

## Media och sponsring
I februari 2015 meddelade Hockeyallsvenskan att man ingått ett sponsoravtal med bilverkstadskedjan MECA, där MECA fick associationsrätten till Hockeyallsvenskan och dess klubbar kopplat till kvalmatcherna till SHL, och kvalet kom att samlas under namnet Meca Hockey Race. Avtalet kritiserades bl.a. av ishockeyförbundet, och Hockeyallsvenskan fick förtydliga att det inte rörde sig om något namnbyte. MECA fick endast associationsrätten. I februari 2018 meddelade Hockeyallsvenskan att deras huvudsponsor Svenska Spel köpt rättigheterna till de fyra kvalmomenten, Allsvenska finalen, Slutspelsserien, Playoff och Direktkval till SHL, och samlar dem under namnet Svenska Spel Trophy. Det nya avtalet, som även innebar 100 000 kronor till segraren i den Hockeyallsvenska finalen, skrevs på ett år med möjlighet till en förlängning.

### TV-sändningar
Hockeyallsvenskan har i Sverige visats på TV under 2000-talet och inledningsvis via TV4 Plus, Viasat Sport, Sportexpressen samt TV4 Sport, Viasat Hockey, TV8 och TV10. Från 2010/2011 var merparten av sändningarna förlagda till Viasat Hockey, med en del matcher på webb-tv-kanalen S24 och torsdags- och fredagsmatcher till TV10. Säsongen 2012/2013 sändes även de sista omgångarna av Kvalserien till Hockeyallsvenskan på Viasat Hockey. Onlinestreaming tillhandahölls av Viaplay, Sportbladets webbkanal S24 och Hockeyallsvenskans webbsida.
I maj 2015 meddelades att Hockeyallsvenskan tecknat avtal med TV-kanalen C More, med sändning av samtliga matcher på C More Hockey fram till säsongen 2018/2019. Avtalet med C More omfattar samtliga matcher i grundserien, Slutspelsserien, Playoff, Hockeyallsvenska finalen och Direktkval till SHL. I C More visas samtliga seriematcher och Playoff i TV12. En match per omgång sänds i C More Hockey, och resterande matcher i omgången via webb-streaming. Anledningen till att Hockeyallsvenskan valde C More framför att förlänga med Viasat var att C More kunde samla hela serien till en plattform – något som Viasat ej valde att erbjuda.
I september 2016 förlängde Hockeyallsvenskan avtalet med C More om sändningsrättigheter för de kommande fem åren, till och med säsongen 2020/2021. I maj 2019 blev det officiellt att Hockeyallsvenskan och C More förlängt det gemensamma tv-avtalet över säsongen 2025/2026. Med det nya avtalet fördubblas det ligabidrag som Hockeyallsvenskan delar ut till de 14 allsvenska klubbarna, vilket i det gamla avtalet låg på cirka 2,5–3 miljoner kronor per klubb.

## Domare
Medan SHL införde fyrdomarssystemet för ishockeydomare säsongen 2007/2008, så har Hockeyallsvenskan avvaktat sin satsning till säsongen 2019/2020. Likt SHL testade man fyrdomarssystemet under slutspelsserier och finalspel redan före säsongen 19/20 för att senare övergå till att låta alla matcher dömas med fyra domare.

## Historia

### Allsvenskan 1999–2005

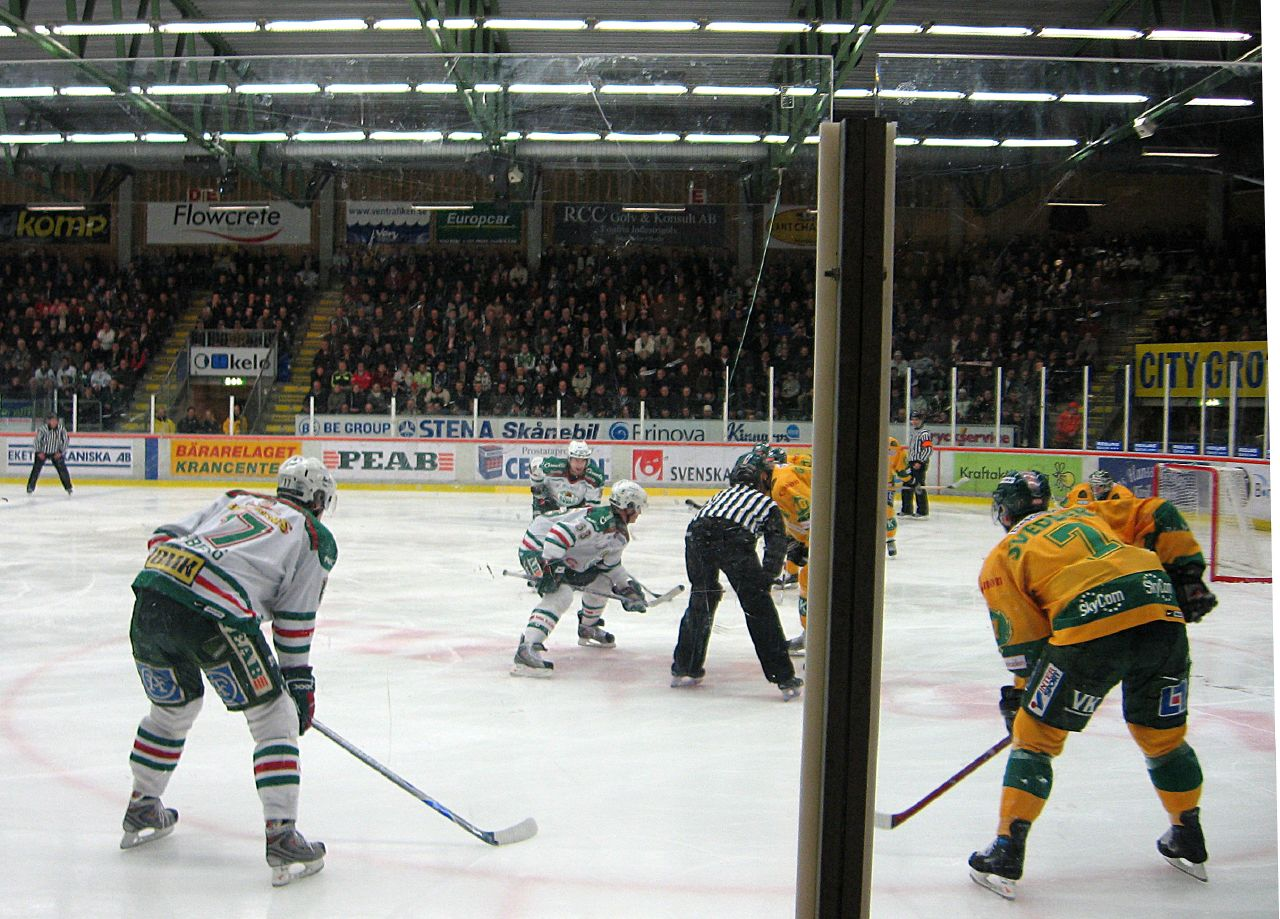
Tekning mellan Björklöven och Rögle i en match i Ängelholm februari 2008.

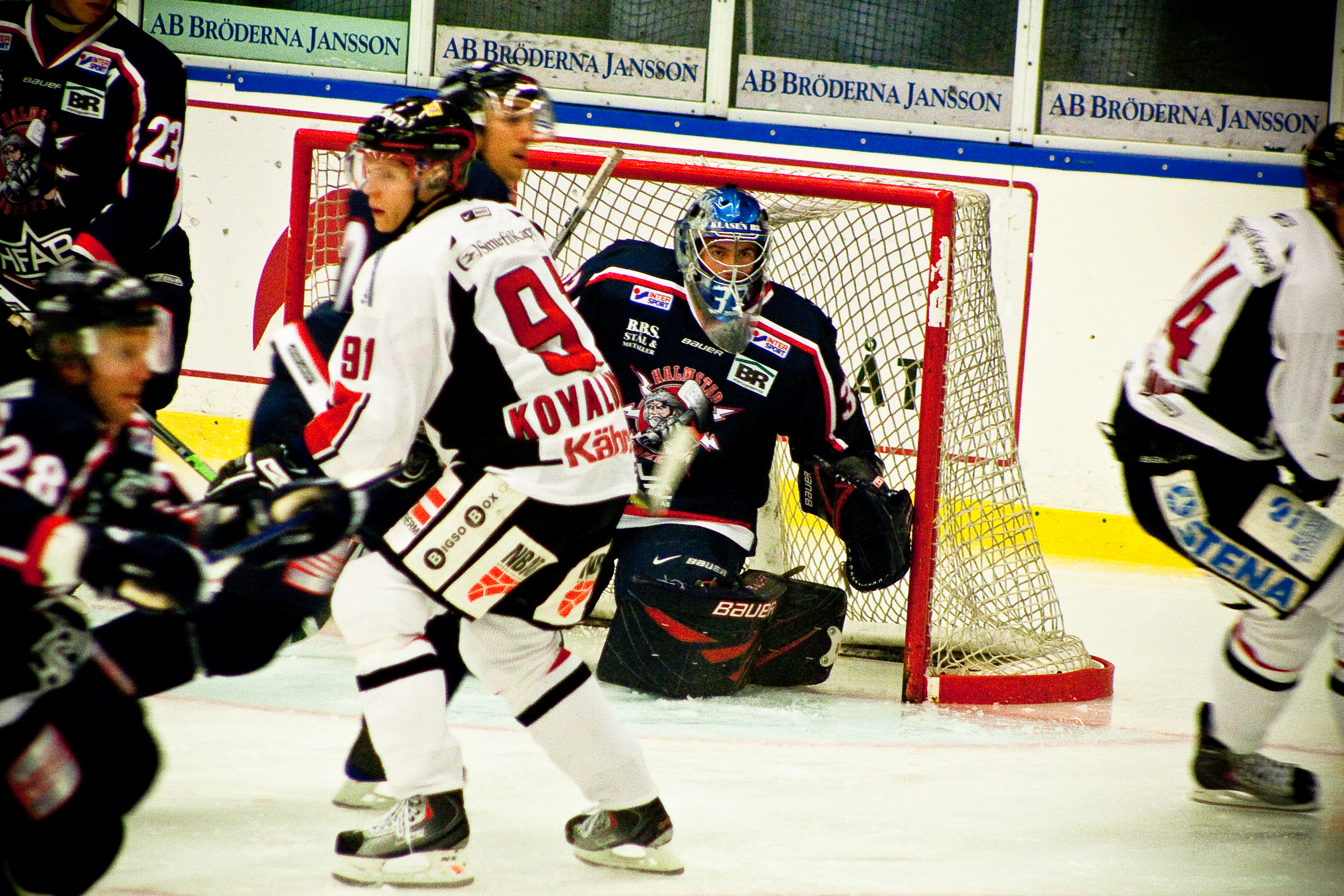
Halmstad HF möter Nybro Vikings i oktober 2009.

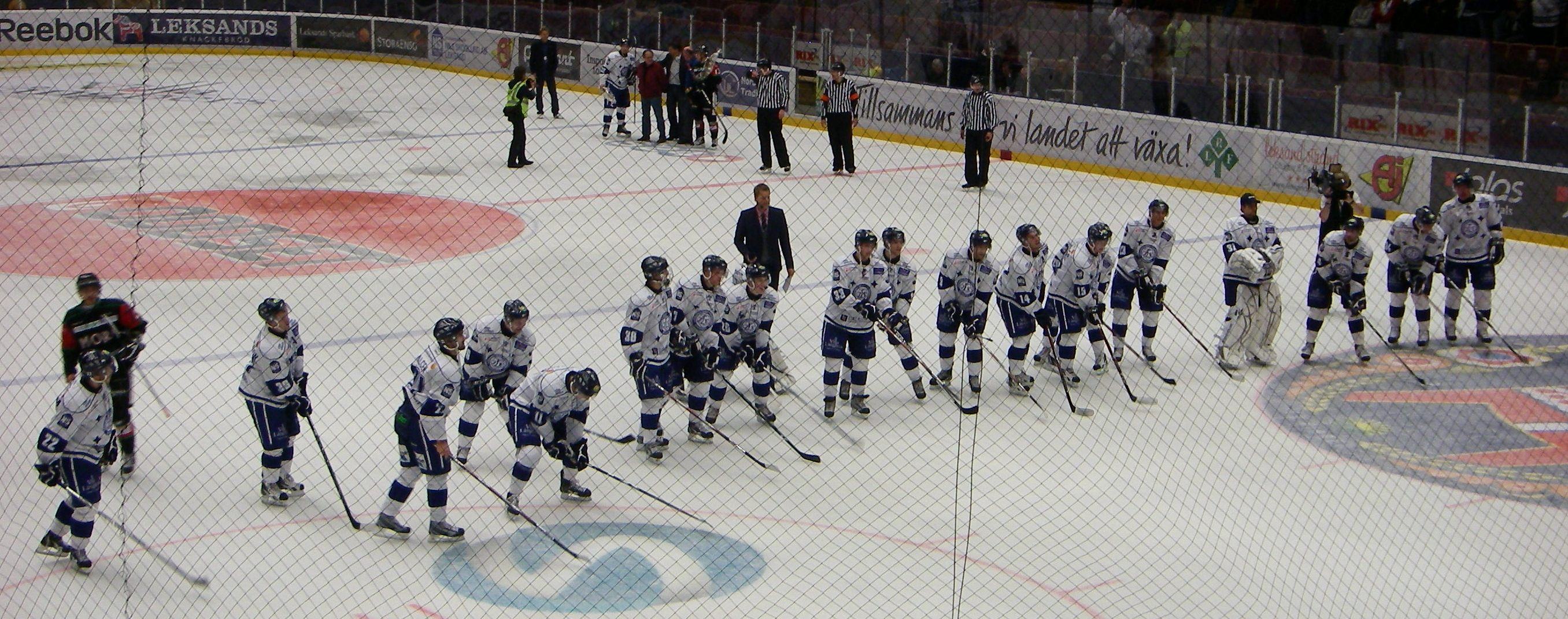
Leksands IF tackar supportrarna i Tegera Arena efter match mot Mora i september 2010.

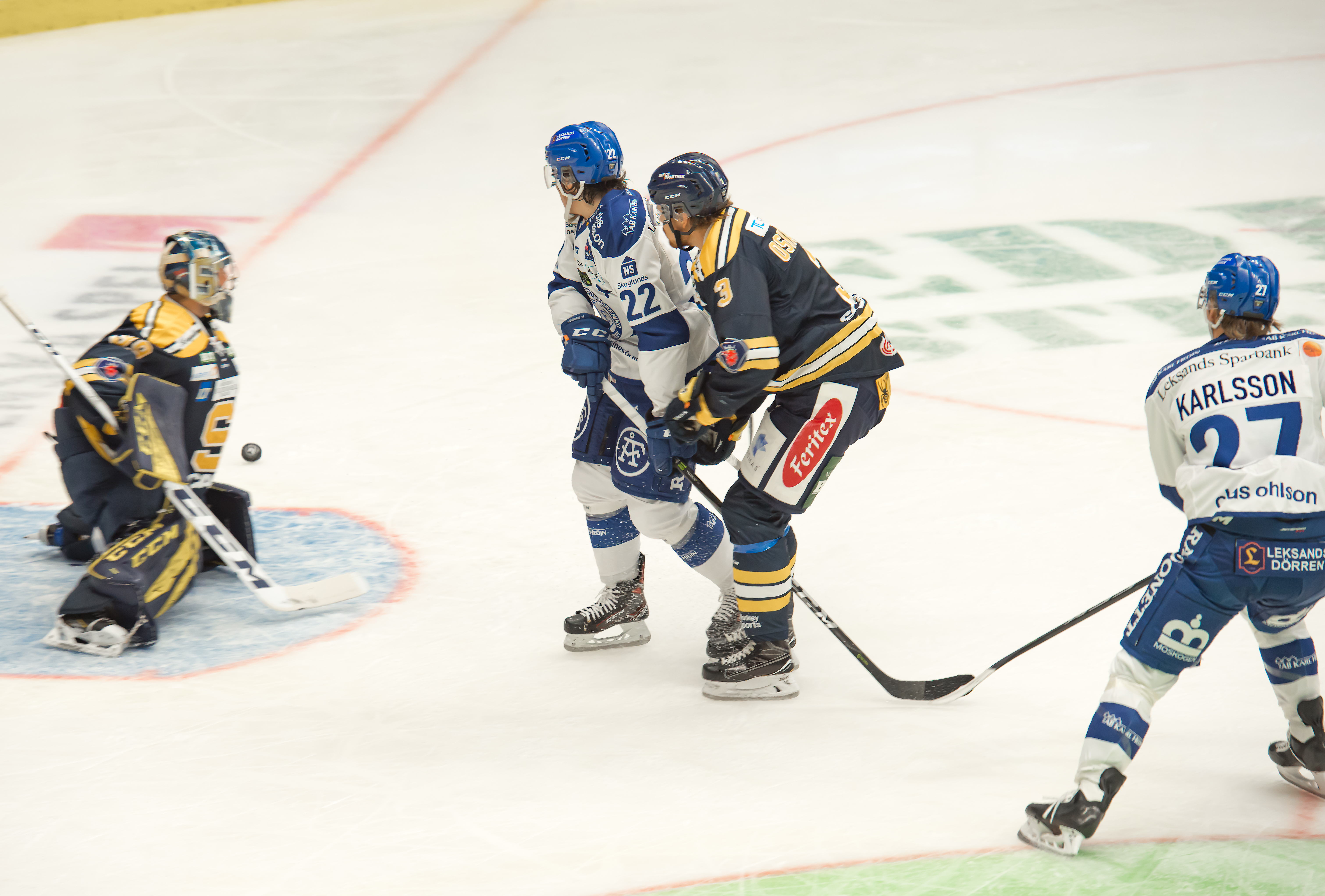
Södertälje möter Leksand i oktober 2018.

Serien grundades under namnet Allsvenskan inför säsongen 1999/2000. Namnet Allsvenskan hade redan använts för flera olika divisioner i olika sporter. Bl.a. användes det som inofficiell benämning på ishockeyns Division I (den dåvarande högsta divisionen) från 1940-talet till serieomläggningen 1975. Namnet användes också på en sorts inledande kvalserie/slutspelsserie för lag från Elitserien och Division I i ishockey åren 1983–1999.
När Allsvenskan grundades som egen serie 1999 bestod den av 24 lag uppdelade i två serier – norra och södra – med tolv lag i varje. Alla lag mötte varandra två gånger  under hösten. Dessutom var båda serierna indelade i regioner inom vilka lagen möttes ytterligare två gånger. Detta skiftade från år till år mellan två olika varianter: två sexlagsregioner i varje serie, totalt 32 omgångar (de flesta åren), respektive tre fyralagsgrupper och totalt 28 omgångar (2000/01 och 2002/03). För vunnen match vid full tid fick lagen tre poäng. Vid oavgjort gick matchen till förlängning (max 5 minuter) och sedan straffläggning om det alltjämt var oavgjort. Seger vid förlängning/straffläggning gav två poäng och förlust en poäng. Förlust vid ordinarie tid gav inga poäng alls. När serien räknades samman gick de fyra främsta lagen från varje serie vidare till slutspelsserien Superallsvenskan där åtta lag spelade vidare under våren (motsvarande den likartade serie efter jul som hade hetat allsvenskan i division 1-spelet 1983–1999). De två främsta lagen från Superallsvenskan fick varsin plats i Kvalserien till Elitserien.
Lagen som inte gått vidare till Superallsvenskan fortsatte spela i sina serier, nu kallade fortsättningsserier eller vårserier. När fortsättningsserierna började fick lagen bonuspoäng baserat på sin placering i höstens seriespel, vilket alltså innebar att lagen började med olika många poäng. De två främsta lagen i varje vårserie gick vidare till Playoff där de mötte lag 3–6 från Superallsvenskan. Från Playoff gick två lag vidare till Kvalserien till Elitserien där de förutom lagen från Superallsvenskan också mötte de två sista lagen från Elitserien i en uppgörelse om vilka lag som skulle få spela i högsta divisionen till nästkommande säsong. De två sista lagen i varje fortsättningsserie flyttades direkt ner till Division 1 utan kvalspel. De bästa lagen från Division 1 kvalspelade för att ta deras platser.
Den första säsongen kom lagen från gamla Division I. Åtta lag från slutspelsserien Allsvenskan, åtta lag från Playoff samt åtta lag från en särskild kvalserie där kvarvarande lag från Division I deltog tillsammans med de bästa lagen från Division II.
Inför säsongen 2004/05 tvångsnedflyttades AIK till division 1 utan att något annat lag flyttades upp för att fylla på serien. Detta pga att antal lag i serien ändå skulle minskas markant till nästa säsong, ner till en serie med 16 lag. Medan norra serien spelade med dubbla möten över hela serien plus två möten till inom två regionala sexlagsgrupper, 32 omgångar, spelade då södra serien med endast elva lag en rak serie med tre möten mellan alla lag, 30 omgångar. Fr.o.m. 2000/2001 fick de två sista lagen i respektive vårserie dessutom delta i kvalspelet till nästa säsong av Allsvenskan. Säsongen 2004/2005 tog man bort möjligheten att avgöra matcher med straffläggning. Matcher som slutade oavgjort efter förlängning förblev oavgjorda och lagen fick en poäng vardera.

### Hockeyallsvenskan 2005–
Till säsongen 2005/2006 gjordes Allsvenskan om. Antalet lag minskades från 24 till 16 och man tog det nuvarande namnet Hockeyallsvenskan. Indelningen i två serier togs också bort, nu spelades Hockeyallsvenskan som en landsomfattande serie som planerades för 46 omgångar. Lagen mötte varandra två gånger plus ytterligare två möten regionvis. I den nya Hockeyallsvenskan gick de fyra främsta lagen vidare till Kvalserien till Elitserien medan de tre sista lagen fick kvala för att hålla sig kvar. Nerifrån division 1 kvalade sig tre lag fram till samma kvalserie, och det var då följaktligen tre platser som stod på spel. Halmstad Hammers gick dock under hösten i konkurs och utgick ur serien, varvid både deras spelade och ospelade matcher ströks, vilket tvingade fram förändringar. Antal matcher sjönk för alla lag, och för att lagen i den södra regionen skulle få samma totala antal matcher som lagen i den norra skapade man ett nytt regionalt spelprogram för dessa sju lag. I slutändan spelade alla lag 42 matcher, 30 i form av dubbla möten över hela serien och tolv ytterligare regionala matcher. Eftersom Halmstad redan hade utgått ur serien blev det också bara två allsvenska lag till kvalserien, där fem lag fortfarande skulle tampas om tre platser.
Säsongen därpå hade man ändrat på upplägget. Nu gick endast de tre första lagen direkt till Kvalserien medan lag 4–7 fick spela Playoff om den fjärde platsen, dessutom tog man bort de regionvisa mötena och alla lag mötte varandra tre gånger. Och återkvalet ändrades till samma modell som mellan Elitserien och Hockeyallsvenskan, två lag från den högre serien och fyra från den lägre. I samband med minskningen av ligan gick även målsnittet per match ner kraftigt på grund av den högre nivån på lagen som var kvar i serien.
Inför säsongen 2008/2009 återinförde man straffläggning för matcher som slutat oavgjort efter förlängning. Samma säsong flyttades sista laget i serien direkt ner till Division 1, medan lag 14–15 fick spela kvalserie med lag från Division 1 om en enda plats till nästkommande säsong. På så sätt minskades Hockeyallsvenskan till 14 lag. Den nya 14-lagsserien behöll samma upplägg med playoff och två lag som fick kvalspela, men lagen möttes nu fyra gånger vilket gav 52 omgångar.
Säsongen 2010/2011 tog man bort playoff och ersatte det med en förkvalserie. Fortfarande var det lag 4–7 som gjorde upp om den sista platsen till Kvalserien, men nu i form av seriespel istället för cup-spel. Två säsonger senare fick samma serie namnet Playoffserien.
Till SHL-säsongen 2015/2016 utökades den högsta serien med två lag och i Hockeyallsvenskan gjordes slutspel och kval om. Hockeyallsvenska finalen infördes, där de två främsta lagen i Hockeyallsvenskan möttes i en finalserie i bäst av fem matcher. Finalens vinnare fick en plats i SHL till nästa säsong. Playoffserien utökades till att omfatta lag 3–8 och fick namnet Slutspelsserien. Kvalserien avskaffades och istället spelades Direktkval till Svenska Hockeyligan där lag 1-3 från Slutspelsserien mötte förloraren från Hockeyallsvenska finalen och de två sista lagen från SHL i varsin matchserie i bäst av sju matcher. Tre vinnare fick varsin plats i SHL nästa säsong.
Den följande säsongen anpassades det nya kvalspelet till en normal säsong där SHL inte utökades. Vinnaren av den Hockeyallsvenska finalen gick vidare till Direktkval medan förloraren gick vidare till ett nytt Playoff där de mötte vinnaren från Slutspelsserien. I Direktkvalet mötte segraren av Playoff och segraren i finalen de två sämsta lagen från SHL i varsin matchserie om platserna i SHL till nästa säsong.
Säsongen 2019-20 fick kvalet till SHL avbrytas på grund av coronaviruset covid-19 vilket resulterade i att inget lag från Hockeyallsvenskan avancerade till SHL.

### Ekonomiska problem och konkurser
Allsvenska lag har vid flera tillfällen drabbats av ekonomiska bekymmer som gjort att de tvingats dra sig ur serien och ibland även lett till konkurs. Lag har också blivit tvångsnedflyttade på grund av att man inte beviljats den obligatoriska elitlicensen. Första konkursen kom redan till den andra säsongen och drabbade Lidingö HC. Den innebar att Allsvenskan Norra och den följande vårserien fick spelas ett lag kort och att endast ett lag från den norra vårserien behövde kvala för att behålla sin plats. Inför säsongen 2002/2003 tvångsnedflyttades Tingsryd till Division 1 efter att lagledningen dömts för skattefusk. Säsongen 2004/2005 fick den södra serien spela med elva lag efter att AIK inte beviljats elitlicens och tvångsnedflyttats till Division 1.
Mitt under säsongen 2005/2006 gick Halmstad Hammers i konkurs och deras matcher fick räknas bort från den slutliga tabellen, och spelprogrammet göras om för lagen i den södra regionala "derbygruppen" som Halmstad hade ingått i. Säsongen 2006/2007 kom IFK Arboga IK sist i serien och valde att avstå kvalspelet där de kunde ha hållit sig kvar, och följande säsong tog Hammarby IF samma beslut. De gick senare i konkurs. Under sommaren visade det sig att ekonomin var dålig även i Nyköpings HK. Laget kunde inte beviljas elitlicens och tvångsnedflyttades till Division 1 vilket räddade Huddinge IK kvar i serien.
De ekonomiska problemen för lagen fortsatte, i efterspelet till säsongen 2009/2010 var det IF Björklövens tur att mista elitlicensen och tvångsnedflyttas, 2011/2012 nekades Borås Hockey elitlicens och 2018/2019 gick IK Pantern i konkurs. Lagen ersattes av IF Sundsvall, Asplöven respektive Almtuna. Inför säsongen 2020/2021 beviljades inte Karlskrona HK elitlicens utan flyttades ner till Hockeyettan och ersattes av Väsby IK. Efter färdigspelad säsong 2022/23 gick HC Vita Hästen i konkurs vilket räddade Västerviks IK från nerflyttning. Senare under sommaren nekade Licensnämnden Kristianstads IK elitlicens, laget flyttades ner till Hockeyettan och ersattes av Kalmar HC.

## Tabell över resultat
Tabellen nedan redovisar alla deltagande lag och deras placering i grundserierna. Säsongen 2005/2006 minskades antalet lag och det gjordes större förändringar av spelordningen. Även till säsongen 2008/2009 minskades antalet lag. Läs mer i den historiska översikten ovan.
Förklaring till tabellerna
| Allsvenskan Norra (1999–2005)      | – nerflyttad för spel i Division 1/Hockeyettan |
| Allsvenskan Södra (1999–2005)      | – uppflyttad för spel i Elitserien/SHL         |
| Segrare i Hockeyallsvenska finalen | – Vidare till Superallsvenskan                 |
| Kvalspel till SHL                  | Deltog ej                                      |
| Vidare till Playoff / Slutspel     | Gick inte vidare                               |
| Kvalspel / Play out                | Direkt nerflyttning                            |

### 1999-2019
| Lag                 | 99 00 | 00 01  | 01 02 | 02 03  | 03 04  | 04 05  | 05 06  | 06 07 | 07 08 | 08 09  | 09 10 | 10 11  | 11 12 | 12 13  | 13 14 | 14 15 | 15 16 | 16 17 | 17 18 | 18 19      |
| ------------------- | ----- | ------ | ----- | ------ | ------ | ------ | ------ | ----- | ----- | ------ | ----- | ------ | ----- | ------ | ----- | ----- | ----- | ----- | ----- | ---------- |
| AIK                 |       |        |       | 4      | 4      |  [ b ] | 6      | 9     | 10    | 2      | 2     |        |       |        |       | 13    | 1     | 5     | 3     | 1          |
| Almtuna IS          |       |        | 10    |        | 9      | 9      | 7      | 8     | 12    | 6      | 4     | 6      | 11    | 12     | 10    | 9     | 7     | 8     | 4     | 13         |
| Arlanda Wings HC    | 8     |        |       |        |        |        |        |       |       |        |       |        |       |        |       |       |       |       |       |            |
| Asplöven HC         |       |        |       |        |        |        |        |       |       |        |       |        |       | 11     | 11    | 12    | 13    |       |       |            |
| BIK Karlskoga       | 7     | 2      | 4     | 3      | 3      | 4      | 3      | 11    | 9     | 10     | 6     | 10     | 3     | 4      | 4     | 5     | 5     | 2     | 12    | 5          |
| Bodens IK           | 7     | 5      | 4     | 9      | 7      | 12     |        |       |       |        |       |        |       |        |       |       |       |       |       |            |
| Borås HC            |       |        |       |        |        |        |        |       | 7     | 11     | 9     | 11     | 13    |  [ d ] |       |       |       |       |       |            |
| Djurgårdens IF      |       |        |       |        |        |        |        |       |       |        |       |        |       | 5      | 3     |       |       |       |       |            |
| Gislaveds SK        | 11    | 6      | 11    |        |        |        |        |       |       |        |       |        |       |        |       |       |       |       |       |            |
| Grums IK            | 12    |        |       |        |        |        |        |       |       |        |       |        |       |        |       |       |       |       |       |            |
| Halmstad Hammers HC |       |        | 7     | 10     | 5      | 8      |  [ e ] |       |       |        |       |        |       |        |       |       |       |       |       |            |
| Hammarby IF         | 5     | 2      | 5     | 1      | 2      | 3      | 14     | 14    | 16    |        |       |        |       |        |       |       |       |       |       |            |
| Huddinge IK         | 11    |        | 9     | 7      | 10     | 11     |        | 16    | 15    | 14     |       |        |       |        |       |       |       |       |       |            |
| IF Björklöven       | 1     |        | 1     | 3      | 8      | 3      | 5      | 5     | 4     | 9      | 12    |  [ f ] |       |        | 14    | 6     | 12    | 11    | 5     | 10         |
| IF Mölndal Hockey   |       | 12     |       |        |        |        |        |       |       |        |       |        |       |        |       |       |       |       |       |            |
| IF Sundsvall Hockey | 10    | 6      | 7     | 5      | 3      | 8      | 13     | 12    | 14    | 12     | 13    | 12     | 14    |        |       |       | 14    |       |       |            |
| IF Troja-Ljungby    | 4     | 9      | 5     | 6      | 11     | 7      |        |       |       | 7      | 11    | 13     | 10    | 10     | 13    |       |       |       | 14    | Nedflyttad |
| IF Vallentuna BK    |       | 11     |       | 11     | 12     |        |        |       |       |        |       |        |       |        |       |       |       |       |       |            |
| IFK Arboga IK       | 10    | 10     | 8     | 9      | 9      | 7      | 15     | 15    |       |        |       |        |       |        |       |       |       |       |       |            |
| IFK Kumla IK        | 8     | 7      |       |        |        |        |        |       |       |        |       |        |       |        |       |       |       |       |       |            |
| IK Oskarshamn       | 6     | 5      | 10    | 4      | 1      | 2      | 8      | 10    | 8     | 13     | 14    | 9      | 6     | 7      | 9     | 11    | 3     | 9     | 7     | 2          |
| IK Pantern          |       |        |       |        |        |        |        |       |       |        |       |        |       |        |       |       | 10    | 4     | 6     | 11         |
| Karlskrona HK       |       |        |       |        |        |        |        |       |       |        |       |        |       | 14     | 5     | 2     |       |       |       | 7          |
| Leksands IF         |       |        | 1     |        |        | 1      |        | 3     | 1     | 1      | 1     | 4      | 2     | 1      |       |       | 4     |       | 2     | 4          |
| Lidingö HC          | 12    |  [ g ] |       |        |        |        |        |       |       |        |       |        |       |        |       |       |       |       |       |            |
| Linköping HC        |       | 1      |       |        |        |        |        |       |       |        |       |        |       |        |       |       |       |       |       |            |
| Malmö Redhawks      |       |        |       |        |        |        | 1      |       | 2     | 8      | 5     | 8      | 7     | 9      | 1     | 3     |       |       |       |            |
| Mariestad BoIS HC   |       |        |       |        |        |        |        |       |       | 16     |       |        |       |        |       |       |       |       |       |            |
| Modo Hockey         |       |        |       |        |        |        |        |       |       |        |       |        |       |        |       |       |       | 12    | 10    | 6          |
| Mora IK             | 2     | 8      | 6     | 2      | 2      |        |        |       |       | 4      | 7     | 7      | 8     | 8      | 6     | 7     | 6     | 1     |       |            |
| Mörrums GoIS IK     |       | 11     | 8     | 5      | 12     | 10     |        |       |       |        |       |        |       |        |       |       |       |       |       |            |
| Nybro Vikings IF    |       |        |       | 8      | 8      | 9      | 12     | 13    | 11    | 15     |       |        |       |        |       |       |       |       |       |            |
| Nyköpings HK        | 4     | 1      | 2     | 6      | 6      | 4      | 11     | 7     | 13    |  [ i ] |       |        |       |        |       |       |       |       |       |            |
| Piteå HC            | 9     | 7      | 6     | 8      | 5      | 6      |        |       |       |        |       |        |       |        |       |       |       |       |       |            |
| Rögle BK            | 1     | 3      | 2     | 1      | 6      | 1      | 4      | 2     | 3     |        |       | 2      | 5     |        | 7     | 4     |       |       |       |            |
| Skellefteå AIK      | 6     | 3      | 3     | 2      | 1      | 2      | 2      |       |       |        |       |        |       |        |       |       |       |       |       |            |
| Skövde IK           |       |        |       |        |        | 6      |        |       |       |        |       |        |       |        |       |       |       |       |       |            |
| Sunne IK            | 9     |        |       |        |        |        |        |       |       |        |       |        |       |        |       |       |       |       |       |            |
| Södertälje SK       | 3     | 4      |       |        |        |        |        | 1     |       |        |       |        | 9     | 2      | 12    | 14    |       | 14    | 8     | 9          |
| Team Uppsala HC     |       |        |       |        |        | 11     |        |       |       |        |       |        |       |        |       |       |       |       |       |            |
| Team Kiruna IF      |       | 10     | 12    | 12     |  [ j ] |        |        |       |       |        |       |        |       |        |       |       |       |       |       |            |
| Tegs SK             |       |        |       |        | 11     | 10     |        |       |       |        |       |        |       |        |       |       |       |       |       |            |
| Tierps HK           |       | 9      | 11    |        |        |        |        |       |       |        |       |        |       |        |       |       |       |       |       |            |
| Timrå IK            | 2     |        |       |        |        |        |        |       |       |        |       |        |       |        | 8     | 10    | 8     | 6     | 1     | Uppflyttad |
| Tingsryds AIF       | 5     | 4      | 3     |  [ k ] |        |        |        |       |       |        |       | 14     | 12    | 13     |       |       | 2     | 7     | 11    | 12         |
| Tranås AIF Hockey   | 3     | 8      | 9     | 12     |        |        |        |       |       |        |       |        |       |        |       |       |       |       |       |            |
| Vita Hästen         |       |        |       |        |        |        |        |       |       |        |       |        |       |        |       | 8     | 11    | 10    | 9     | 14         |
| Västerviks IK       |       |        |       |        |        |        |        |       |       |        |       |        |       |        |       |       |       | 3     | 13    | 8          |
| Västerås IK         |       |        |       | 7      | 4      | 5      | 9      | 4     | 5     | 3      | 8     | 5      | 4     | 3      | 2     | 1     | 9     | 13    |       | 3          |
| Växjö Lakers HC     |       |        |       |        | 7      | 5      | 10     | 6     | 6     | 5      | 3     | 1      |       |        |       |       |       |       |       |            |
| Örebro HK           |       |        | 12    | 11     | 10     |        |        |       |       |        | 10    | 3      | 1     | 6      |       |       |       |       |       |            |
| Örnsköldsviks SK    |       |        |       | 10     |        |        |        |       |       |        |       |        |       |        |       |       |       |       |       |            |

### 2019–
| Lag              | 19 20  | 20 21  | 21 22 | 22 23 | 23 24 | 24 25      |
| ---------------- | ------ | ------ | ----- | ----- | ----- | ---------- |
| AIK              | 14     | 9      | 9     | 10    | 3     | 5          |
| Almtuna IS       | 12     | 10     | 12    | 7     | 9     | 11         |
| BIK Karlskoga    | 4      | 2      | 3     | 6     | 7     | 2          |
| Brynäs IF        |        |        |       |       | 1     | Uppflyttad |
| Djurgårdens IF   |        |        |       | 4     | 4     | 1          |
| HV71             |        |        | 1     |       |       |            |
| IF Björklöven    | 1      | 3      | 4     | 2     | 6     | 4          |
| IF Troja-Ljungby |        |        | 14    |       |       |            |
| IK Oskarshamn    |        |        |       |       |       | 8          |
| IK Pantern       |  [ o ] |        |       |       |       |            |
| Kalmar HC        |        |        |       |       | 10    | 6          |
| Karlskrona HK    | 11     |  [ p ] |       |       |       |            |
| Kristianstads IK | 13     | 14     | 6     | 11    |       |            |
| Leksands IF      |        |        |       |       |       |            |
| Modo Hockey      | 2      | 12     | 2     | 1     |       |            |
| Mora IK          | 9      | 6      | 7     | 3     | 5     | 7          |
| Nybro Vikings IF |        |        |       |       | 8     | 9          |
| Södertälje SK    | 7      | 4      | 13    | 5     | 2     | 3          |
| Timrå IK         | 3      | 1      |       |       |       |            |
| Tingsryds AIF    | 10     | 8      | 10    | 13    | 12    | 14         |
| Vimmerby HC      |        |        |       |       |       | 13         |
| Vita Hästen      | 6      | 11     | 11    | 8     |       |            |
| Väsby IK         |        | 13     |       |       |       |            |
| Västerviks IK    | 8      | 5      | 8     | 14    | 14    | Nedflyttad |
| Västerås IK      | 5      | 7      | 5     | 9     | 11    | 10         |
| Östersunds IK    |        |        |       | 12    | 13    | 12         |

## Tabell över resultat i Superallsvenskan
Superallsvenskan spelades som slutspelsserie åren 2000–2005. Lagen kvalificerade sig genom att vara bland de fyra främsta i höstens grundserie. 
Förklaring till tabellen
| Vidare till Kvalserien |
| Vidare till Playoff    |
| Gick inte vidare       |
| Deltog ej              |

| Lag                 | 00 | 01 | 02 | 03 | 04 | 05 |
| ------------------- | -- | -- | -- | -- | -- | -- |
| AIK                 |    |    |    | 6  | 5  |    |
| Bodens IK           |    |    | 2  |    |    |    |
| Bofors IK           |    | 7  | 3  | 3  | 6  | 6  |
| Hammarby IF         |    | 3  |    | 1  | 2  | 7  |
| IF Björklöven       | 3  |    | 5  | 5  |    | 8  |
| IF Sundsvall Hockey |    |    |    |    | 4  |    |
| IF Troja/Ljungby    | 8  |    |    |    |    |    |
| IK Nyköpings NH 90  | 5  | 6  | 8  |    |    | 3  |
| IK Oskarshamn       |    |    |    | 8  | 8  | 5  |
| Leksands IF         |    |    | 1  |    |    | 1  |
| Linköpings HC       |    | 2  |    |    |    |    |
| Mora IK             | 6  |    |    | 7  | 1  |    |
| Rögle BK            | 4  | 8  | 7  | 2  |    | 4  |
| Skellefteå AIK      |    | 5  | 6  | 4  | 3  | 2  |
| Västerås IK Ungdom  |    |    |    |    | 7  |    |
| Södertälje SK       | 2  | 1  |    |    |    |    |
| Tingsryds AIF       |    | 4  | 4  |    |    |    |
| Timrå IK            | 1  |    |    |    |    |    |
| Tranås AIF IF       | 7  |    |    |    |    |    |

## Tabell över resultat i Vårserierna 2000–2005
Fortsättningsserierna eller vårserierna spelades av de lag som inte kvalificerat sig för Superallsvenskan under åren 2000-2005. De främsta lagen kvalificerade sig för Playoff och de sämsta fick spela kvalserie eller flyttades direkt ner till Division 1. 
| Allsvenskan Norra | Vidare till Playoff          |
| Allsvenskan Södra | Kvalspel till Allsvenskan    |
| Deltog ej         | Nerflyttning till Division 1 |

| Lag                 | 99 00 | 00 01 | 01 02 | 02 03 | 03 04 | 04 05 |
| ------------------- | ----- | ----- | ----- | ----- | ----- | ----- |
| Almtuna IS          |       |       | 7     |       | 3     | 1     |
| Arlanda Wings HC    | 7     |       |       |       |       |       |
| Bodens IK           | 5     | 1     |       | 5     | 6     | 6     |
| Bofors IK           | 3     |       |       |       |       |       |
| Gislaveds SK        | 6     | 3     | 7     |       |       |       |
| Grums IK            | 8     |       |       |       |       |       |
| Halmstad Hammers HC |       |       | 6     | 5     | 6     | 1     |
| Hammarby IF         | 1     |       | 1     |       |       |       |
| HC Örebro 90        |       |       |       | 6     | 8     |       |
| Huddinge IK         | 8     |       | 4     | 2     | 5     | 7     |
| IF Björklöven       |       |       |       |       | 4     |       |
| IF Mölndal Hockey   |       | 8     |       |       |       |       |
| IF Sundsvall Hockey | 3     | 3     | 5     | 1     |       | 4     |
| IF Troja-Ljungby    |       | 2     | 2     | 8     | 7     | 4     |
| IF Vallentuna BK    |       | 7     |       | 6     | 7     |       |
| IFK Arboga IK       | 4     | 5     | 2     | 2     | 4     | 3     |
| IFK Kumla IK        | 5     | 7     |       |       |       |       |
| IK Nyköpings NH 90  |       |       |       | 4     | 1     |       |
| IK Oskarshamn       | 2     | 1     | 5     |       |       |       |
| Lidingö HC          | 4     |       |       |       |       |       |
| Mora IK             |       | 2     | 1     |       |       |       |
| Mörrums GoIS IK     |       | 6     | 8     | 1     | 5     | 6     |
| Nybro Vikings IF    |       |       |       | 4     | 1     | 5     |
| Piteå HC            | 6     | 4     | 3     | 3     | 2     | 5     |
| Rögle BK            |       |       |       |       | 3     |       |
| Skellefteå AIK      | 2     |       |       |       |       |       |
| Skövde IK           |       |       |       |       |       | 3     |
| Sunne IK            | 7     |       |       |       |       |       |
| Team Kiruna IF      |       | 5     | 6     | 8     |       |       |
| Team Uppsala HC     |       |       |       |       |       | 8     |
| Tegs SK             |       |       |       |       | 8     | 7     |
| Tierps HK           |       | 6     | 8     |       |       |       |
| Tingsryds AIF       | 1     |       |       |       |       |       |
| Tranås AIF IF       |       | 4     | 3     | 7     |       |       |
| Västerås IK Ungdom  |       |       |       | 3     |       | 2     |
| Växjö Lakers HC     |       |       |       |       | 2     | 2     |
| Örebro HK           |       |       | 4     |       |       |       |
| Örnsköldsviks SK    |       |       |       | 7     |       |       |

## Tabell över resultat i playoff- och slutspelsserier 2010–2020
Till säsongen 2010/2011 ändrades slutspelet så att det genomfördes som seriespel istället för som tidigare genom cupspel. Till att börja med deltog fyra lag, men efterhand utökades det till sex lag. Säsongen 2014/2015 fanns två extra platser till nästa säsong av SHL eftersom högsta serien skulle utökas till 14 lag. 2020 ställdes slutspelsserien in.
Förklaring till tabellen
| Vidare till Kvalserien/Direktkval |
| Gick inte vidare                  |
| Deltog ej                         |

| Lag            | 10 11 | 11 12 | 12 13 | 13 14 | 14 15 | 15 16 | 16 17 | 17 18 | 18 19 | 19 20 |
| -------------- | ----- | ----- | ----- | ----- | ----- | ----- | ----- | ----- | ----- | ----- |
| AIK            |       |       |       |       |       |       | 1     | 4     |       |       |
| Almtuna IS     | 4     |       |       |       |       | 6     | 6     | 5     |       |       |
| BIK Karlskoga  |       |       | 2     | 3     | 6     | 3     |       |       | 3     |       |
| Djurgårdens IF |       |       | 3     |       |       |       |       |       |       |       |
| IF Björklöven  |       |       |       |       | 4     |       |       | 3     |       |       |
| IK Oskarshamn  |       | 3     | 4     |       |       | 4     |       | 1     |       |       |
| IK Pantern     |       |       |       |       |       |       | 3     | 6     |       |       |
| Karlskrona HK  |       |       |       | 2     |       |       |       |       | 5     |       |
| Leksands IF    | 3     |       |       |       |       | 1     |       |       | 1     |       |
| Malmö Redhawks |       | 2     |       |       | 3     |       |       |       |       |       |
| Modo Hockey    |       |       |       |       |       |       |       |       | 4     |       |
| Mora IK        | 1     |       |       | 4     | 5     | 2     |       |       |       |       |
| Rögle BK       |       | 1     |       | 1     | 1     |       |       |       |       |       |
| Södertälje SK  |       |       |       |       |       |       |       | 2     |       |       |
| Timrå IK       |       |       |       |       |       | 5     | 5     |       |       |       |
| Tingsryds AIF  |       |       |       |       |       |       | 4     |       |       |       |
| Västerås IK    | 2     | 4     |       |       |       |       |       |       | 2     |       |
| Vita Hästen    |       |       |       |       | 2     |       |       |       |       |       |
| Västerviks IK  |       |       |       |       |       |       | 2     |       | 6     | [ t ] |
| Örebro HK      |       |       | 1     |       |       |       |       |       |       |       |

Anmärkningar
1. ↑  Åren 1999–2005 utgjordes seriesystemet av 24 lag, åren 2005–2009 utgjordes seriesystemet av 16 lag, från 2009 utgörs seriesystemet av 14 lag.
2. ↑  AIK tvångsnedflyttades till Division 1 inför säsongen 2004/05.
3. ↑  Fram till 2012 hette man Bofors IK.
4. ↑  Borås tvångsnedflyttades till säsongen 2012/13
5. ↑  Halmstad Hammers i konkurs under pågående säsong 2005/2006.
6. ↑  Björklöven tvångsnedflyttades till Division 1 inför säsongen 2010/11.
7. ↑  Lidingö drog sig ur Allsvenskan till säsongen 2000/01
8. ↑  Även kallade IK Nyköpings Hockey och NH 90.
9. ↑  Nyköpings Hockey tvångsnedflyttades till Division 1 2008/2009.
10. ↑  Team Kiruna avstod spel i Allsvenskan säsongen 2003/04.
11. ↑  Tingsryd tvångsnedflyttades inför säsongen 2002/2003 p.g.a. skattefusk.
12. ↑  Även kallade VIK Västerås HK, IK VIK Hockey och Västerås IK Ungdom.
13. ↑  Hette HC Örebro 90 till 2005.
14. ↑  Fram till 2012 hette man Bofors IK.
15. ↑  IK Pantern gick i konkurs efter säsongen 2018/19
16. ↑  Tvångsnedflyttades till Hockeyettan.[35]
17. ↑  Vita hästen gick i konkurs efter färdigspelad säsong. Ny förening bildades som fick börja om i lägsta divisionen.
18. ↑  Västervik åkte ur serien, men återfick sin plats när HC Vita Hästen gick i konkurs.
19. ↑  Även kallade VIK Västerås HK, IK VIK Hockey och Västerås IK Ungdom.
20. ↑  Slutspelserien 2020 ställdes in efter en omgång p.g.a. Covid-19-pandemin.

## Individuella utmärkelser
Årets Landslagsman, även benämnt Årets landslagsspelare, var ett pris som tilldelades en landslagsspelare i Hockeyallsvenskan, framröstad genom allmän omröstning av supportrar, TV-publik och en jury.  
För att en spelare skulle kunna bli nominerad till priset, krävdes det att han deltog i senaste VM-turneringen eller representerat ett landslag innevarande säsong. Priset kunde nomineras till alla spelare, oavsett nationalitet. Priset delades ut mellan 2013 och 2015.
Vinnare
- 2013: Mikael Wikstrand, Mora IK[37]
- 2014: David Pastrňák, Södertälje SK[38]
- 2015: Jesper Jensen, Rögle BK.[39]

## TV-spel
Ligan finns med i EA Sports' NHL-spel sedan NHL 18.

### Fotnoter
1. ↑  ”Seriebestämmelser & Verksamhetsberättelse” (pdf). Svenska Ishockeyförbundet Tävlingsavdelningen. 23 mars 2021. sid. 7–10 f. https://www.swehockey.se/globalassets/svenska-ishockeyforbundet/tavling/dokument/bestammelser/20202021/sb-2020-2021-faststallda.pdf. Läst 7 april 2021.
2. ↑  ”Tävlingsbestämmelser” (pdf). Svenska Ishockeyförbundet Förbundsstyrelsen. 2 maj 2020. sid. 31–32. https://www.swehockey.se/globalassets/svenska-ishockeyforbundet/tavling/dokument/bestammelser/20202021/tb-2020-2021.pdf. Läst 7 april 2021.
3. ↑  ”Kvalen ändrar namn till Meca Hockey Race”. expressen.se. http://www.expressen.se/sport/hockey/shl/kvalen-andrar-namn-till-meca-hockey-race/. Läst 17 februari 2015.
4. ↑  ”Nya beskedet: Får inte byta kvalseriens namn”. expressen.se. http://www.expressen.se/sport/hockey/hockeyallsvenskan/nya-beskedet-far-inte-byta-kvalseriens-namn/. Läst 17 februari 2015.
5. ↑  ”Kritik mot förbundet: "Det är beklagligt"”. expressen.se. http://www.expressen.se/sport/hockey/hockeyallsvenskan/kritik-mot-forbundet-det-ar-beklagligt/. Läst 17 februari 2015.
6. ↑  ”Nu lanseras Svenska Spel Trophy!”. hockeyallsvenskan.se. http://www.hockeyallsvenskan.se/artikel/6fgxajdyb-1el1/nu-lanseras-svenska-spel-trophy. Läst 22 februari 2018.
7. ↑  ”C More sänder HockeyAllsvenskan”. Hockeyallsvenskan. Arkiverad från originalet den 18 maj 2015. https://web.archive.org/web/20150518074433/http://www.hockeyallsvenskan.se/nyheter/u39dLa9LDN/. Läst 6 maj 2015.
8. ↑  ”C More förvärvar exklusiv sändningsrätt till HockeyAllsvenskan i nytt fyraårsavtal”. press.cmore.se. Arkiverad från originalet den 18 maj 2015. https://web.archive.org/web/20150518081304/http://press.cmore.se/pressrelease/show/67244. Läst 6 maj 2015.
9. ↑  ”Missnöje med Viasat - drar nu till C More”. expressen.se. http://www.expressen.se/sport/hockey/hockeyallsvenskan/missnoje-med-viasat---drar-nu-till-c-more/. Läst 6 maj 2015.
10. ↑  ”HockeyAllsvenskan och C More säkrar nytt rekordavtal”. Hockeyallsvenskan. 21 september 2016. https://www.hockeyallsvenskan.se/artikel/jkyeaitcu-1el1/. Läst 22 september 2016.
11. ↑  ”Hockeyallsvenskan förlänger med CMore”. aftonbladet.se. https://www.aftonbladet.se/sportbladet/hockey/a/6j4b70/hockeyallsvenskan-forlanger-med-cmore. Läst 3 maj 2019.
12. ↑  ”HockeyAllsvenskan och C More förlänger avtal”. hockeyallsvenskan.se. https://www.hockeyallsvenskan.se/artikel/szpeajv6c-1el1/hockeyallsvenskan-och-c-more-forlanger-avtal. Läst 3 maj 2019.
13. ↑  ”Nu inför HockeyAllsvenskan fyrdomarsystem: ”Går snabbare och snabbare””. hockeysverige.se. 17 maj 2019. https://hockeysverige.se/2019/05/17/nu-infor-hockeyallsvenskan-fyrdomarsystem-gar-snabbare-och-snabbare. Läst 12 januari 2021.
14. 1 2 3 4  ”Allsvenskans, SuperAllsvenskans och HockeyAllsvenskans tabeller år för år 1983-2019” (pdf). Svenska Ishockeyförbundet. https://www.swehockey.se/globalassets/svenska-ishockeyforbundet/historik/hockeyallsvenskan/allsvenska-tabeller1983-2019.pdf. Läst 20 maj 2020.
15. ↑  ”HOCKEYALLSVENSKA MARATONTABELLEN 1983-2019”. Svenska Ishockeyförbundet. https://www.swehockey.se/globalassets/svenska-ishockeyforbundet/historik/hockeyallsvenskan/allsvenskmaraton.pdf. Läst 21 maj 2020.
16. ↑  Lena Carlin, red (2001). ”Allsvenskan”. Årets Ishockey (Vällingby: Strömberg Media Group):  sid. 310–315. ISSN 0282-860X.
17. ↑  Lena Carlin, red (2000). ”Allsvenskan, Superallsvenskan, Play off, Kvalserien”. Årets Ishockey 2000 (Vällingby: Stroembergs Media Group):  sid. 140–157. ISSN 0282-860X.
18. ↑  ”Statistik från 20 säsonger avslöjar: Så mycket mindre mål görs det och vilka ligor är mest defensiva?”. Dagens bästa speltips hos DagensBetting.se. 11 mars 2020. https://dagensbetting.se/statistik-fran-20-sasonger-avslojar-sa-mycket-mindre-mal-gors-det-och-vilka-ligor-ar-mest-defensiva/. Läst 23 mars 2020.
19. ↑  ”HockeyAllsvenskan”. Svenska Ishockeyförbundet. https://stats.swehockey.se/ScheduleAndResults/Overview/9305. Läst 20 maj 2020.
20. ↑  ”Klart: SHL utökas med två lag”. SVT Sport. 13 mars 2014. https://www.svt.se/sport/artikel/klart-shl-utokas-med-tva-lag. Läst 20 maj 2020.
21. ↑  ”Direktkval till SHL”. Svenska Ishockeyförbundet. https://stats.swehockey.se/ScheduleAndResults/Overview/6700. Läst 21 maj 2020.
22. ↑  ”Hockeysäsongen avslutas”. Aftonbladet. 15 mars 2020. https://www.aftonbladet.se/sportbladet/hockey/a/zG1w14/hockeysasongen-avslutas. Läst 21 maj 2020.
23. ↑  ”Lidingö drar sig ur allsvenskan”. Dagens Nyheter. 21 september 2000. https://www.dn.se/arkiv/sport/lidingo-drar-sig-ur-allsvenskan/. Läst 28 januari 2018.
24. ↑  ”Hockeyledare i Tingsryd fick fängelse”. Expressen. 27 februari 2003. https://www.expressen.se/sport/hockey/hockeyledare-i-tingsryd-fick-fangelse/. Läst 7 januari 2020.
25. ↑  ”AIK återfår inte elitlicens”. SR P4 Stockholm. 13 juni 2004. http://sverigesradio.se/sida/artikel.aspx?programid=103&artikel=443322. Läst 11 januari 2018.
26. ↑  Jan-Owe Wikström (13 november 2015). ”Hammers konkurs en svart historia”. Hallandsposten. http://www.hallandsposten.se/sport/hammers-konkurs-en-svart-historia-1.363185. Läst 29 oktober 2017.
27. ↑  ”Hammarby Hockey begärs i konkurs”. Aftonbladet. 4 oktober 2007. https://www.aftonbladet.se/sportbladet/hockey/a/zLOpdb/hammarby-hockey-begars-i-konkurs. Läst 21 maj 2020.
28. ↑  ”Huddinge tar Nyköpings plats i allsvenskan”. P4 Sörmland. 22 juli 2008. http://sverigesradio.se/sida/artikel.aspx?programid=87&artikel=2208374. Läst 11 juni 2017.
29. ↑  ”Sundsvall får chansen”. Sundsvalls tidning. 8 juni 2010. https://www.st.nu/artikel/sundsvall-far-chansen. Läst 11 januari 2021.
30. ↑  ”Borås kastas ut ur hockeyallsvenskan”. Sportbladet. 27 juni 2012. https://www.aftonbladet.se/sportbladet/hockey/a/J1BeJm/boras-kastas-ut-ur-hockeyallsvenskan. Läst 11 januari 2021.
31. ↑  ”Almtuna tar platsen i hockeyallsvenskan”. Sportbladet. 31 maj 2019. https://www.aftonbladet.se/sportbladet/hockey/a/GG6GWl/almtuna-tar-platsen-i-hockeyallsvenskan. Läst 11 januari 2021.
32. ↑  ”Bekräftat: Karlskrona skickas ner i Hockeyettan – Väsby flyttas upp”. Hockeynews. 3 augusti 2020. https://hockeynews.se/articles/15248/. Läst 11 januari 2021.
33. ↑  Albin Julin (4 april 2023). ”Västervik ersätter Vita Hästen i hockeyallsvenskan”. Expressen. https://www.expressen.se/sport/hockey/hockeyallsvenskan/vastervik-ersatter-vita-hasten-i-hockeyallsvenskan/. Läst 6 april 2023.
34. ↑  ”Kalmar HC blir fjärde smålandslaget i Hockeyallsvenskan”. SVT Småland. 13 juli 2023. https://www.svt.se/nyheter/lokalt/smaland/kalmar-hc-blir-fjarde-smalandslaget-i-hockeyallsvenskan. Läst 15 juli 2023.
35. ↑  ”Kört för Karlskrona – flyttas ner”. SVT Sport. 20 augusti 2020. https://www.svt.se/sport/ishockey/kort-for-karlskrona-flyttas-ned. Läst 23 mars 2021.
36. ↑  ”Årets Landslagsspelare: 34 kandidater”. Hockeyallsvenskan. 5 oktober 2012. https://www.hockeyallsvenskan.se/artikel/Cv4wSb79jd/arets-landslagsspelare-34-kandidater. Läst 22 oktober 2012.
37. ↑  ”Mikael Wikstrand är Årets landslagsman”. Hockeyallsvenskan. 28 februari 2013. https://www.hockeyallsvenskan.se/artikel/N0ZW4w6w0G/mikael-wikstrand-ar-arets-landslagsman. Läst 24 januari 2022.
38. ↑  ”David Pastrnak är Årets landslagsman”. Hockeyallsvenskan. 5 augusti 2014. https://www.hockeyallsvenskan.se/artikel/swbB8qftme/david-pastrnak-ar-arets-landslagsman. Läst 24 januari 2022.
39. ↑  ”Jesper Jensen är Årets Landslagsman”. Hockeyallsvenskan. 20 mars 2015. https://www.hockeyallsvenskan.se/artikel/tJ8zp3le4S/jesper-jensen-ar-arets-landslagsman. Läst 24 januari 2022.
40. ↑  ”HockeyAllsvenskan gör debut i EA Sports NHL 18”. hockeyallsvenskan.se. 15 augusti 2017. https://www.hockeyallsvenskan.se/artikel/90rjaj6dl-1el1/hockeyallsvenskan-gor-debut-i-ea-sports-nhl-18. Läst 3 maj 2023.
41. ↑  ”Hockeyallsvenskan blir tv-spel – nyhet i NHL 18”. Sportbladet. http://www.aftonbladet.se/sportbladet/hockey/a/55PJm/hockeyallsvenskan-blir-tv-spel--nyhet-i-nhl-18. Läst 18 augusti 2017.

### Webbkällor
- stats.swehockey.se
- historical.stats.swehockey.se